# Pia Riva
Pia Riva (* 4. April 1935 in Piovene Rocchette, Provinz Vicenza) ist eine ehemalige italienische Skirennläuferin.

## Biografie
Die Riesenslalom- und Abfahrtspezialistin gewann in diesen Disziplinen jeweils fünfmal die italienische Landesmeisterschaft. Bei ihrer ersten Teilnahme an einem bedeutenden internationalen Wettbewerb belegte sie bei den Alpinen Skiweltmeisterschaften 1958 in Bad Gastein den vierten Platz in der Abfahrt. Ihr größter sportlicher Erfolg war der Gewinn der Silbermedaille in der Abfahrt der Ski-WM 1962 im französischen Chamonix.
Sie nahm an den Olympischen Winterspielen 1960 in Squaw Valley und 1964 in Innsbruck teil, konnte dort jedoch keine Medaille gewinnen. 1964 gewann sie den Silver Belt. Nach dem Ende ihrer Karriere im selben Jahr emigrierte sie in die Vereinigten Staaten.

## Erfolge

### Weltmeisterschaften
- Bad Gastein 1958: 4. Abfahrt
- Chamonix 1962: 2. Abfahrt

### Olympische Spiele
- Squaw Valley 1960: 4. Abfahrt, 17. Riesenslalom
- Innsbruck 1964: 18. Abfahrt, 9. Riesenslalom, 9. Slalom, 6. Kombination

### Italienische Meisterschaften
- Abfahrt (5): 1958, 1959, 1961, 1963, 1964
- Riesenslalom (5): 1958, 1961, 1962, 1963, 1964